# 호세 파라
호세 미겔 파라(José Miguel Parra, 1972년 11월 28일)는 도미니카 공화국의 전 야구 선수이다.

## 선수 경력
18살이 되던 해에 미국으로 넘어와 야구선수 생활을 이어갔으며 89년 LA 다저스에 입단했다. 95년에 메이저리그 경기에 처음으로 출전했다.
1997년 KBO 리그 출범이후 처음으로 열린 용병 드래프트 시즌 최종 성적은 7승8패19세이브 방어율 3.67을 기록했다.에 참여했고, 1라운드 전체 5순위로 삼성 라이온즈에 지명을 받았다. 계약금 3만달러, 연봉 8만달러 총액 11만달러로 계약을 마쳤다. 1998년 시즌에는 주로 마무리 투수로 출장했으며 8월 에는 2승1세이브 7.1이닝 2자책점 방어율 2.45를 기록하며 주간 MVP에 선정되기도 했다. 시즌 최종 성적은 7승8패19세이브 방어율 3.67을 기록했다. 삼성은 파라와 재계약 하기로 결정했으나 11월 11일 7만5천달러의 이적료를 받고 일본 프로 야구소속 요미우리 자이언츠에 트레이드 했다. 5월 18일 도쿄 야쿠르트 스왈로스와의 경기에서 선발 투수로 처음 등판했으며 5월 25일에 첫 승을 기록했다. 시즌 총 12경기 출장해 2승3패 방어율 5.32를 기록했으며 재계약에 실패했다.
2000년 피츠버그 파이리츠와 계약해 메이저 리그 경기에 복귀했다. 2001년에는 중화 직업봉구 대연맹소속 퉁이 라이온스와 계약했고 총 10번 등판해 14이닝 2패 방어율 1.29를 기록했다. 2002년 애리조나 다이아몬드백스와 계약을 맺었고 5월에 메어저 리그에 콜업되었다. 6월까지 16경기 등판해 1패 4홀드 방어율 3.21을 기록했으나 방출되었다.
2002년 6월 15일 한화 이글스와 대체 외국인 선수로 계약을 하며 4년만에 KBO 리그에 복귀했다. 2004년에는 뉴욕 메츠와 계약하며 메이저 리그에 복귀했고 7월 16일 11회에 등판하여 1이닝 1볼넷 2탈삼진 무실점 승리투수가 됐다. 이는 7년 11개월만의 메이저 리그 승리였다. 시즌 후 일본 프로 야구소속 오릭스 버팔로스와 1년 45만 달러에 계약했다. 6월 11일 요코하마 전에 선발 등판했으나 오른쪽 팔꿈치 통증이 있어 1회 강판했고 이후 재활 기간이 길어지자 방출 통보를 받았다. 이후 뉴욕 메츠와 마이너 계약을 맺고 스프링 캠프 초청도 받았지만 경기에 나오지는 못했고 은퇴했다.

## 은퇴 후
2008년 디트로이트 타이거스 산하 마이너리그 팀 중 하나인 도미니칸 서머 리그 타이거즈와 투수 코치 계약을 맺어 2019년 까지 12년간 부임했다. 이후 2019년 11월에는 도미니카 윈터 베이스볼 리그 소속 기간테스 델 시바오의 투수코치 직을 맡았다.

## 통산 기록
| 연도           | 리그           | 팀명           | 평균자책점 | 경기 | 완투 | 완봉 | 승 | 패 | 세 | 홀 | 승률  | 타자 | 이닝  | 피안타 | 피홈런 | 볼넷 | 사구 | 탈삼진 | 실점 | 자책점 |
| -------------- | -------------- | -------------- | ---------- | ---- | ---- | ---- | -- | -- | -- | -- | ----- | ---- | ----- | ------ | ------ | ---- | ---- | ------ | ---- | ------ |
| 1995           | MLB            | MIN            | 7.13       | 20   | 0    | 0    | 1  | 5  | 0  | -  | 0.167 | 339  | 72    | 93     | 13     | 28   | 1    | 36     | 67   | 57     |
| 1996           | MLB            | MIN            | 6.04       | 27   | 0    | 0    | 5  | 5  | 0  | -  | 0.500 | 320  | 70    | 88     | 15     | 27   | 0    | 50     | 48   | 47     |
| 1998           | KBO            | 삼성           | 3.67       | 60   | 0    | 0    | 7  | 8  | 19 | 0  | 0.467 | 406  | 95.2  | 79     | 7      | 40   | 6    | 55     | 42   | 39     |
| 1999           | NPB            | 요미우리       | 5.32       | 12   | 0    | 0    | 2  | 3  | 0  | 0  | 0.400 | 209  | 47.1  | 43     | 5      | 23   | 3    | 25     | 29   | 28     |
| 2000           | MLB            | PIT            | 6.94       | 6    | 0    | 0    | 0  | 1  | 0  | -  | 0.000 | 57   | 11.2  | 17     | 3      | 7    | 0    | 9      | 9    | 9      |
| 2001           | CPBL           | 퉁이           | 1.29       | 10   | 0    | 0    | 0  | 2  | 0  | 0  | 0.000 | 54   | 14    | 9      | 0      | 3    | 0    | 10     | 3    | 2      |
| 2002           | MLB            | ARI            | 3.21       | 16   | 0    | 0    | 0  | 1  | 0  | 4  | 0.000 | 63   | 14    | 13     | 0      | 11   | 2    | 8      | 5    | 5      |
| 2002           | KBO            | 한화           | 6.00       | 31   | 0    | 0    | 3  | 1  | 4  | 0  | 0.750 | 183  | 39    | 48     | 3      | 15   | 6    | 32     | 29   | 26     |
| 2003           | CPBL           | 퉁이           | 1.51       | 14   | 1    | 0    | 5  | 1  | 1  | 0  | 0.833 | 278  | 71.2  | 44     | 1      | 16   | 1    | 54     | 16   | 12     |
| 2004           | MLB            | NYM            | 3.21       | 13   | 0    | 0    | 1  | 0  | 0  | 1  | 1.000 | 61   | 14    | 14     | 2      | 6    | 1    | 14     | 6    | 5      |
| 2005           | NPB            | 오릭스         | 4.09       | 8    | 0    | 0    | 4  | 2  | 0  | 0  | 0.667 | 137  | 33    | 38     | 2      | 9    | 1    | 20     | 16   | 15     |
| MLB 통산: 5년  | MLB 통산: 5년  | MLB 통산: 5년  | 6.09       | 82   | 0    | 0    | 7  | 12 | 0  | 5  | 0.368 | 840  | 181.2 | 225    | 33     | 79   | 4    | 117    | 135  | 123    |
| NPB 통산: 2년  | NPB 통산: 2년  | NPB 통산: 2년  | 4.82       | 20   | 0    | 0    | 6  | 5  | 0  | 0  | 0.545 | 346  | 80.1  | 81     | 7      | 32   | 4    | 45     | 45   | 43     |
| KBO 통산: 2년  | KBO 통산: 2년  | KBO 통산: 2년  | 4.34       | 91   | 0    | 0    | 10 | 9  | 23 | 0  | 0.526 | 589  | 134.2 | 127    | 10     | 55   | 12   | 87     | 71   | 65     |
| CPBL 통산: 2년 | CPBL 통산: 2년 | CPBL 통산: 2년 | 1.47       | 24   | 1    | 0    | 5  | 3  | 1  | 0  | 0.625 | 332  | 85.2  | 53     | 1      | 19   | 1    | 64     | 19   | 14     |